# Iván de Pineda
Iván de Pineda (Madrid, 11 de julio de 1977) es un presentador de televisión, modelo y actor argentino.
Comenzó su carrera de modelo en 1994, desfilando para importantes marcas internacionales como Versace, Valentino, Gucci, Jean Paul Gaultier, Calvin Klein, Donna Karan, Ralph Lauren y Trussardi, entre otros. Como presentador de televisión cobró popularidad por haber sido el conductor de varios ciclos televisivos argentinos, entre los que se destacan Resto del Mundo y Pasapalabra, emitidos por las señales de TV abierta Eltrece y Telefe.
La profesión de modelo y su labor en la conducción lo han llevado a visitar más de 650 ciudades alrededor del mundo. Su vasta cultura general, la pasión por la lectura y los cinco idiomas que habla, le han permitido adquirir un estilo propio como presentador de TV, que ha sido reconocido por Fundación Konex con el Konex de Platino 2021 al mejor conductor de la década.
Desde hace veinte años lleva adelante la conducción de eventos benéficos para prestigiosas fundaciones como Junior Achievement, Conciencia, Uniendo Metas, y para el Hospital de Clínicas de la ciudad de Buenos Aires. Es además desde 2015 embajador de la Fundación Laureus, que promueve el uso del deporte como herramienta para ayudar al desarrollo integral de niños y jóvenes en estado de riesgo en Argentina.

## Carrera
Nació en Madrid, España, hijo de madre argentina y padre español. A los siete años de edad se trasladó a Buenos Aires, Argentina, donde se crio con su madre y su abuela.
Comenzó su carrera en el modelaje a los diecisiete años casi por casualidad. En la década de 1990 se convirtió en uno de los modelos masculinos más cotizados de la industria de la mano de Donatella Versace y Tom Ford. Por esos años fue también protagonista de campañas icónicas como la de Gucci junto a Carmen Kass, y la de Dior junto a Sharon Stone.
Ha trabajado para las marcas internacionales más importantes del mundo como Diesel, Kenzo, Moschino, Verri, DKNY, Gucci, Jean Paul Gaultier, Calvin Klein, Ralph Lauren y Trussardi entre otras.
Su trayectoria incluye desfiles en las principales capitales de la moda como Nueva York, Londres, París, Tokio y Milán. Fue además tapa de prestigiosas publicaciones internacionales como L'uomo Vogue, Dutch y Elle, y trabajó con fotógrafos de fama mundial como Bruce Weber, Richard Avedon y Mario Testino, entre otros.
Debutó en televisión en 1996 como notero del programa El Rayo conducido por Deborah de Corral, y en 1998 participó como coconductor del programa Versus, un magazine que se emitió por la señal argentina Telefe.
En 2000 hizo su debut como actor en la ficción Calientes de la productora Pol-ka que se emitió por Canal 13 de Buenos Aires. 
Más tarde llevó adelante la conducción de ciclos como Habitación 414, Hombre al agua y Resto del Mundo, un programa sobre viajes con el que entrevistó a personalidades en más de 650 ciudades alrededor del mundo.
En el cine hizo una participación en Un Buda (2005) y luego tuvo un protagónico en Cuando ella saltó (2007), papel por el que obtuvo el Premio Cóndor de Plata al mejor actor revelación.
En 2014, y durante cuatro años, participó como contrincante en el programa de preguntas y respuestas Los 8 escalones, conducido por Guido Kaczka, en donde sorprendió por su vasta cultura general, convirtiéndose en el participante famoso favorito de la gente.
En 2014 y 2015 condujo el programa de radio Coffee Break en Radio con Vos, y entre 2015 y 2016 Bien Ubicados, el programa matutino de Los 40 Principales.
El 21 de enero de 2016, comenzó a conducir el exitoso ciclo de televisión Pasapalabra. El mismo fue emitido por Eltrece hasta abril de 2020, y luego pasó a Telefe a partir de marzo de 2021.
En 2019, fue el anfitrión principal de los Premio Carlos Gardel, emitidos por TNT.
En agosto de 2021 comenzó a conducir Un pequeño gran viaje en 48 horas, programa que se emite por Telefe y TNT, y que lo llevó a visitar una docena de destinos de Argentina como Bariloche, El Calafate, Ushuaia, Salta, Jujuy y Tucumán, entre otros.
En 2022 volvió con una nueva temporada de Un pequeño gran viaje en 48hs. y condujo Hola Qatar, programa de seis episodios en los que mostró los estadios, las ciudades y las curiosidades de cada uno de los lugares en donde se desarrolló la Copa Mundial de Fútbol.
En 2023 condujo Escape perfecto, el formato de juegos junto a Josefina "La China" Ansa por la pantalla de Telefe.

## Vida personal
Iván de Pineda está en pareja desde hace veintiséis años con Luz Barrantes.

## Televisión

### El Trece
| Año  | Título           |
| ---- | ---------------- |
| 1995 | El Rayo          |
| 1997 | El Rayo          |
| 2000 | Calientes        |
| 2005 | Mujeres Asesinas |
| 2006 | Hoy me desperté  |
| 2008 | RDM              |
| 2017 | RDM              |
| 2010 | Hombre al agua   |
| 2014 | Los 8 escalones  |
| 2015 | Los 8 escalones  |
| 2016 | Pasapalabra      |
| 2020 | Pasapalabra      |

### Telefe
| Año  | Título                         |
| ---- | ------------------------------ |
| 1998 | Versus                         |
| 2000 | Versus                         |
| 2001 | Poné a Francella               |
| 2005 | Casados con hijos              |
| 2021 | Pasapalabra                    |
| 2022 | Pasapalabra                    |
| 2021 | Un pequeño gran viaje en 48 hs |
| 2023 | Escape Perfecto                |
| 2025 | Pasapalabra                    |

### América TV
| Año  | Título          |
| ---- | --------------- |
| 2006 | Habitación 414' |

### TNT Sports
| Año  | Título       |
| ---- | ------------ |
| 2017 | Priver Rusia |

### TNT
| Año  | Título                         |
| ---- | ------------------------------ |
| 2018 | Un pequeño gran viaje en 48 hs |
| 2020 | Un pequeño gran viaje en 48 hs |
| 2019 | Premios Carlos Gardel          |

## Cine
| Año  | Título            | Rol     |
| ---- | ----------------- | ------- |
| 2005 | Un Buda           | Carlos  |
| 2007 | Cuando ella saltó | Ramiro  |
| 2008 | Las hermanas      | Charles |
| 2010 | Eva y Lola        | Iván    |
| 2011 | Amarga Victoria   | Carlos  |

## Radio
| Año  | Programa           | Radio           | Rol             |
| ---- | ------------------ | --------------- | --------------- |
| 2015 | Bien ubicados      | Los 40          | Conductor en FM |
| 2016 | Bien ubicados      | Los 40          | Conductor en FM |
| 2017 | Bien ubicados      | Radio El Mundo  | Conductor en AM |
| 2018 | Bien ubicados      | Radio El Mundo  | Conductor en AM |
| 2019 | Bien ubicados      | Radio con Vos   | Conductor en FM |
| 2020 | Bien ubicados      | Radio con Vos   | Conductor en FM |
| 2021 | Bien ubicados      | Vale 97.5       | Conductor en FM |
| 2022 | Bien ubicados      | Vale 97.5       | Conductor en FM |
| 2022 | Bien ubicados      | Blue 100.7      | Conductor en FM |
| 2023 | Bien ubicados      | Blue 100.7      | Conductor en FM |
| 2023 | La Vida y el Canto | Radio Excelsior | Conductor en FM |

## Premios
- En 2008 recibió el Premio Cóndor de Plata al "Mejor actor revelación" por su participación en el film Cuando ella saltó, de Sabrina Farji.[32]
- En 2016 obtuvo el Premio Martín Fierro en la categoría de “Mejor programa cultural” por la conducción del programa Resto del mundo.[33]
- En 2018 recibió el Premio Martín Fierro de Cable por el programa Perdidos en Bs. As., emitido por La Nación+[34]
- En 2018 fue premiado con el Fund TV de Oro por el programa Pasapalabra, emitido por ElTrece.[35]
- En 2021 la Fundación Konex le otorgó el Premio Konex de Platino al mejor conductor de la década.[36]